# SheZow
SheZow è una serie televisiva australiana/canadese a cartoni animati prodotta da Moody Street Kids, Film Victoria, DHX Media, e Network Ten. In Italia va in onda dal 7 aprile 2014 su Planet Kids, poi successivamente in chiaro dal 5 maggio dello stesso anno su Frisbee.

## Personaggi
Protagonisti
- SheZow/Guy Hamdon è un tipico ragazzino di 12 anni ossessionato dalle differenze tra maschile e femminile. Scopre insieme a sua sorella Kelly un vecchio anello appartenuto in precedenza alla zia Agnes, che appena indossato lo trasforma in una bellissima supereroina dai capelli lunghi e stivali con tacco alto. Per trasformarsi usa la frase "Vai ragazza!". Doppiato in Italia da Davide Perino.
- Kelly Hamdon Capo dell'Internazionale SheZow Fan Club, sa tutto su SheZow. È un'adorabile benefattrice che era destinata a diventare SheZow, finché suo fratello gemello (Guy) le ha strappato Glamazon (l'anello dei super poteri). Doppiata in Italia da Antonella Baldini.
- Maz Kepler Migliore amico di Guy, è considerato da lui come un fratello. Ama essere il braccio destro e fan numero uno di SheZow al posto di Timmy Burr alias Cold Finger che lo rispetta, e travestirsi come una serie di personalità creative. Indossa una camicia gialla con maniche nere larghe, pantaloni stretti e azzurri, capelli grigi e scarpe da ginnastica grigie. Doppiato in Italia da Simone Crisari.
- Sheila Il super-computer di Shezow. Lei appare come una coppia di giganti labbra rosa su un monitor. Ha una personalità molto spiritosa e critica o fa scherzi a Verelobelo. Doppiata in Italia da Ilaria Latini & Laura Latini.

Antagonisti
- Cold Finger vive a casa con sua madre. Il suo vero nome è Timmy Burr e odia maleducatamente Shezow. Era il suo fan numero uno, ma è successo qualcosa di cui non parla con nessuno e ora cerca la sua vendetta, ma fallisce sempre, venendo spesso rimbrottato e picchiato da sua madre che lo maltratta e lo uccide. Doppiato in Italia da Fabrizio de Flaviis.
- Le Pigeon È un malefico piccione francese che combatte per i diritti degli uccelli.
- Dr. Frankenclima È un infido scienziato pazzo, in precedenza un meteorologo fallito, con il solo obiettivo di distruggere Megadale con una tempesta. Ha la capacità di dominare il clima dell'intero mondo.
- Brou-Haha È una maligna volpe che fa scherzi crudeli alle genti unicamente per il suo divertimento. È uno dei nemici più potenti di SheZow.
- Tara è una giovane che detesta con tutto il cuore SheZow. Era sua amica fino al giorno in cui lei divenne impopolare.
- SheZap è il lato oscuro di SheZow/Guy, nata da un'unghia di Guy. Ama creare caos e distruzione per il suo unico divertimento. Doppiata in Italia da Davide Perino.
- Sarcazmo il Grande È un terribile mago star di "Piscine Cretine", un programma televisivo in via di fallimento, che crea una mega piscina nel giardino degli Hamdon.
- Mega Monkey Una ferocissima scimmia arrivata dal futuro, il cui obiettivo principale è quello di eliminare SheZow e conquistare Megadale per farsi adorare dalla gente. Doppiato in Italia da Oliviero Dinelli.
- Fibberachee È un cantante molto rude, maleducato e stonato come una campana a cui interessa soltanto la fama. Possiede una giacca speciale per soggiogare le persone al proprio volere.
- Copiovra una terribile piovra che ripete le cose degli altri.
- Señor Yo-Yo è un cattiv'uomo che usa il suo Yo-Yo per attaccare.
- Caramello È una stupida caramella, che adora il rap.

Tutti i cattivi vengono sconfitti rispettivamente da SheZow che li spedisce direttamente in prigione insieme all'ex poliziotto corrotto Boxter Hamdon.
Personaggi secondari
- Wanda è una dodicenne dai capelli biondi, camicia bianca e una gonna nera, che lavora per il giornale della scuola. È la migliore amica di Kelly. Doppiata in Italia da Rachele Paolelli.
- Boxter Hamdon È il padre di Guy e Kelly. È un poliziotto corrotto che odia in maniera maleducata SheZow perché interferisce sempre con il suo lavoro. Lui non sa però che suo figlio è SheZow, infatti lo considera il suo orgoglio e la sua gioia. Alla fine della serie viene rimbrottato da sua moglie Droosha e i suoi figli Guy e Kelly che, a causa dei suoi metodi ritenuti troppo sleali, lo colpevolizzano per aver odiato molto male SheZow e l'interferenza errata con il suo lavoro e lo licenzia in modo punitivo, facendolo denunciare in tono accusatorio dall'Ufficiale Wackerman che lo manda prima in ospedale e lo arresta per i tentativi modi di corruzione, mandandolo in galera. Doppiato in Italia da Gabriele Patriarca.
- Droosha Hamdon È la madre di Guy e Kelly. Alla fine di tutti gli episodi della serie lei e i suoi figli, diventando sempre molto furiosi, rimbrottano spesso suo marito Boxter che viene licenziato e fatto arrestare dall'ufficiale Wackerman per aver odiato malissimo Shezow e lo picchiano, punendolo duramente. Doppiata in Italia da Rachele Paolelli.
- Ufficiale Wackerman Partner dell'Ufficiale Boxter. Un uomo cicciotello e simpatico che adora le ciambelle. In tutti gli episodi e, alla fine della serie, rimbrotta, detesta, punisce e picchia Boxter che, prima di licenziarlo, mandarlo in ospedale, arrestarlo e mandarlo in galera, impedisce di odiare in maniera molto maleducata SheZow. Doppiato in Italia da Franco Mannella.
- Agnes Monroe Zia di Kelly e Guy. Era la vera Shezow, ma dopo la sua morte lasciò l'anello magico nella nuova casa di Guy. Si pensa che lei fu la prima supereroina di Megadale.
- Dudepow è la versione realtà alternativa di SheZow. Come lei, è un supereroe che nasconde il suo vero genere: in realtà è una ragazza di nome Gal Hamdon. Doppiata in Italia da Rachele Paolelli.

## Episodi
1a	"SheZow succede (SheZow Happens)"
1b	"Dito freddo (Cold Finger)"	
2a	"Makin' Bank"
2b	"Super Sidekick"	
3a	"Glamageddon"	
3b	"SheZap"	
4a	"S.I.C.K. Day"
4b	"Stuck Up"		
5a	"SheZow incontra DudePow (SheZow Meets DudePow)"	
5b	"ShePhat"	
6a	"Guy and Doll"	
6b	"Family Tree"		
7a	"Babysitter Jitters"
7b	"No Tattoo 4 U"	
8a	"A Walk in My Heels"
8b	"She-T"	
9a	"BrouHaHa"	
9b	"Shehicle Pickle"	
10a	"Momnesia"
10b	"Facsimilady"	
11a	"She Pal"	
11b	"Le Pigeon"	
12a	"In She-D"	
12b	"Fibberachee"	
13a	"Sarcazmo the Great"
13b	"SheSquatch"	
14a	"Fortune Kooky"	
14b	"Black Is the New Pink"	
15a	"Mr. Nice Guy"	
15b	"Dental Breakdown"	
16a	"Crash Thunder"
16b	"Meet Dr. Frankenweather"	
17a	"Maz Junior"
17b	"Uncommon Cold"	
18a	"Transformation Overload"
18b	"Wishington"	
19a	"PSA-Lister"
19b	"Friend or Faux"	
20a	"SheZow for a Day"	
20b	"No Girls Allowed"	
21a	"Scollegato (Unplugged)"
21b	"Prato impazzito (Lawn Gone Mad)"	
22a	"Evil Villains Day"
22b	"The Vampire Cats in The Zombie Town"
23a	"SheZon's Greetings"	
23b	"Snow Way, Dude!"	
24a	"Hot Rocks"	
24b	"SheZap is Whack"	
25a	"Missing Link"	
25b	"Null and Void"	
26a	"Storia soprannaturale (Supernatural History)"	
26b	"DudePow ritorna (DudePow Returns)"